# Kalakad
Kalakad (en tamil: களக்காடு ) es una localidad de la India en el distrito de Tirunelveli, estado de Tamil Nadu.

## Geografía
Se encuentra a una altitud de 128 m s. n. m. a 668 km de la capital estatal, Chennai, en la zona horaria UTC +5:30.

## Demografía
Según estimación 2010 contaba con una población de 28 895 habitantes.